# Jäger-Polka
Die Jäger-Polka ist eine Polka-française von Johann Strauss Sohn (op. 229). Das Werk wurde am 14. Juli 1859 in Pawlowsk in Russland erstmals aufgeführt.